# Домбровский, Виктор Николаевич
Виктор Николаевич Домбровский (7 ноября 1933, Ароматное, Крымская АССР — 5 августа 2024, Берлин) — советский хоккеист и хоккейный арбитр, арбитр всесоюзного и международного уровней (оба уровня получил в 1963 году).

## Биография
Родился 7 ноября 1933 года в бывшей немецкой колонии Розенталь (ныне с. Ароматное) в Крыму. В 1941 году вместе с семьёй был выслан в Казахстан, затем жил в Челябинске. Воспитанник челябинского «Металлурга». На взрослом уровне выступал за хоккейные клубы «Металлург» и «Буревестник» (Челябинск).
С 1960-х годов судил хоккейные матчи, в том числе в высшей лиге. Судья республиканской (1961), всесоюзной (1963), международной (1964) категорий. Неоднократно включался в списки лучших хоккейных арбитров сезона в СССР, в том числе восемь раз — на первом месте (1972, 1974-76, 1978-81). В 1972—1981 годах работал на матчах восьми чемпионатов мира по хоккею с шайбой и двух Олимпиадах, а также на встречах с профессиональными хоккеистами ВХА и НХЛ. На чемпионате мира 1977 года награждён высшей судейской наградой — «Золотым свистком». Позднее работал инспектором на матчах чемпионатов СССР и России.
Во время судейской карьеры работал инструктором физкультуры треста «Челябметаллургстрой». В 1993—1999 годах — директор Ледового дворца «Мечел».
В 1999 году эмигрировал в Германию.
Умер 5 августа 2024 года в возрасте 90 лет.